# ان‌جی‌سی ۱۷۲
ان‌جی‌سی ۱۷۲ (انگلیسی: NGC 172) نام یک کهکشان در صورت فلکی نهنگ است.